# هيكوليو
هيكوليو (بالإنجليزية: Hikuleo)‏ في ميثولوجيا جزر التونغا هو رب العالم السفلي. يقطن في بولوتو Pulotu ديار الموتى، في الغرب. ويصطاد الجزر ويظهرها على سطح المحيط، وعلى الأخص کاو وتوفا شمال التونغا. وقد قيل إن هاتين الجزيرتين ظهرتا من الصخور التي ألقاها هيكوليو. ويعتقدون أنه يتجلى في كثير من الأشياء الحية في الحياة اليومية. ويطلق عليه في ساموا سيوليو Siuleo.